# Sam Barlow
Sam Barlow est un concepteur de jeux vidéo.
Dans les années 2000, il se fait connaître pour avoir écrit et conçu les deux jeux de la série Silent Hill développés au Royaume-Uni : Silent Hill: Origins (2008) et Silent Hill: Shattered Memories (2009). Il travaille chez Climax Studios au Royaume-Uni jusqu'en 2014, date à laquelle il quitte le studio puis commence à développer des jeux indépendants.
Par la suite, il gagne en notoriété en réalisant les jeux narratifs en FMV Her Story (2015), Telling Lies (2019) et Immortality (2022), qui reçoivent chacun un très bon accueil critique.

## Productions
- Aisle (1999) (développeur)

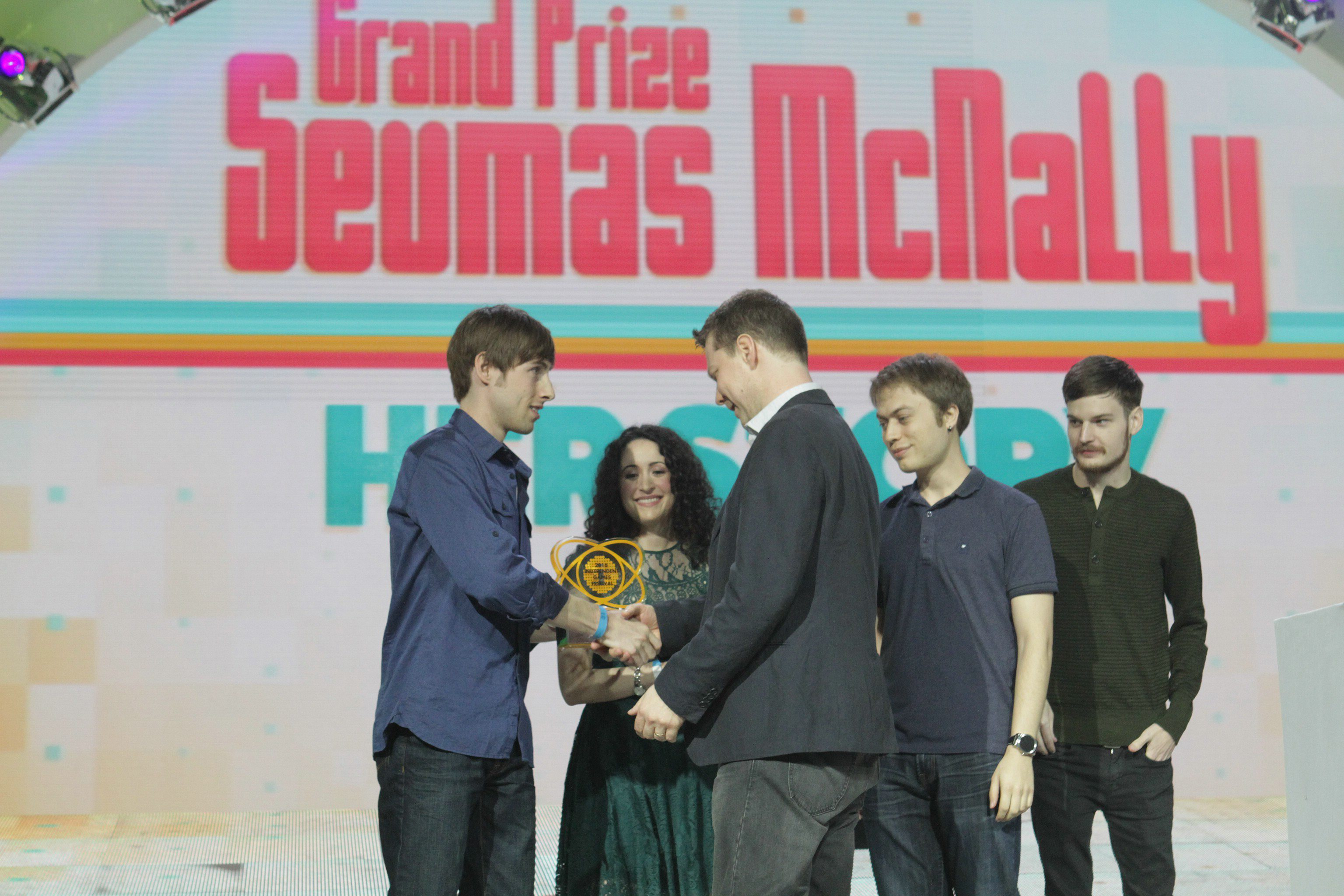
Sam Barlow reçoit le Grand prix Seumas-McNally à l'Independent Games Festival 2016 pour Her Story.

- Serious Sam: Next Encounter (2004) (concepteur)
- Crusty Demons (2007) (concepteur principal)
- Ghost Rider (2007) (concepteur principal)
- Silent Hill: Origins (2007) (concepteur principal, scénariste)
- Elveon (jeu annulé)  (concepteur principal, scénariste)
- Silent Hill: Shattered Memories (2009) (concepteur principal, scénariste)
- Legacy of Kain: Dead Sun (jeu annulé) (réalisateur)
- Her Story (2015) (réalisateur)
- Telling Lies (2019) (réalisateur)
- Immortality (2022) (réalisateur)

## Influences
Barlow mentionne fréquemment des écrivains et des réalisateurs de films comme influences dans son travail. Il déclare être un grand fan d'Alfred Hitchcock, et s'inspire des techniques de celui-ci, ainsi que de ses idées en matière de suspense,.